# Bzhedug
Los bzhedug (en ruso: Бжедуг) son una de las doce divisiones tribales de los adigué. En el siglo XIX eran considerados un grupo étnico aparte. Muchos de ellos emigraron al Imperio otomano en la década de 1860, aunque todavía existía una comunidad de bzhedug en la orilla izquierda del río Kubán, en la república de Adiguesia, cerca de Krasnodar, en la década de 1980.

## Personalidades
- Margarita Mamsirova, soprano rusa.